# Duliu, Guizhou
Duliu (kinesiska: 都六) är en köping i Kina. Den ligger i provinsen Guizhou, i den sydvästra delen av landet, omkring 63 kilometer sydost om provinshuvudstaden Guiyang. Antalet invånare är 7992. Befolkningen består av 3 855 kvinnor och 4 137 män. Barn under 15 år utgör 26,0 %, vuxna 15-64 år 61 %, och äldre över 65 år 11,0 %.